# FK Arsenal Kyjev
Futbolnyj klub Arsenal Kyjev (ukrajinsky: Футбольний клуб «Арсенал» Київ) je ukrajinský fotbalový klub, sídlící v hlavním městě Kyjev.
Původní klub existující v éře Sovětského svazu byl založen v roce 1925. Před začátkem druhé světové války, hrával pouze regionální soutěže Kyjevské oblasti. Teprve v roce 1936 byly sehrány první oficiální celostátní soutěže po celém Sovětském svazu. V téže roce se klub zúčastnil prvního ročníku národního poháru. V roce 1959 klub poprvé v historii přistoupil do sovětského ligového systému. V něm hrál až do roku 1964, poté byl z mužstva vytvořen rezervní tým kyjevského Dynama. V pozdějších letech hrával pouze nižší amatérské soutěže KFK (Kollektivy fizičeskoj kultury), kde někdy po 80. letech 20. století zaniká.
Obnovení klubu v samostatné ukrajinské éře přišlo až v roce 2001. Poté, co v stejném roce zanikl po finanční krizi armádní celek CSKA Kyjev, potřebovalo kyjevské zastupitelstvu náhradu za již zmíněný tým. Z iniciativy starosty Oleksandra Omelčenka tak byl po pár měsících založen nový Arsenal. Ovšem v roce 2012 ztratil kyjevský Arsenal dva významné sponzory a musel se podle toho uskromnit. Ani tak se klubu nepovedlo zalepit díru v rozpočtu a v roce 2013 tak vyhlásil bankrot. Po druhé byl klub obnoven v roce 2014, necelých pár měsíců po zániku, a byl následně přihlášen do kyjevských oblastních soutěží.
Své domácí zápasy odehrává ve vesnici Ščaslyve, které je blízko Kyjeva, na stadionu Knjažka-Arena s kapacitou 16 873 diváků.

## Historické názvy
Zdroj: 
- 1925 – FK Arsenal Kyjev (Futbolnyj klub Arsenal Kyjev)
- 1951 – FK Mašinostroitěl Kyjev (Futbolnyj klub Mašinostroitěl Kyjev)
- 1959 – FK Arsenal Kyjev (Futbolnyj klub Arsenal Kyjev)
- 1964 – FK Temp Kyjev (Futbolnyj klub Temp Kyjev)
- 80. léta 20. století – zánik
- 2001 – obnovena činnost pod názvem FK Arsenal Kyjev (Futbolnyj klub Arsenal Kyjev)
- 2013 – zánik
- 2014 – obnovena činnost pod názvem FK Arsenal Kyjev (Futbolnyj klub Arsenal Kyjev)

## Umístění v jednotlivých sezonách
Zdroj: 
Legenda: Z – zápasy, V – výhry, R – remízy, P – porážky, VG – vstřelené góly, OG – obdržené góly, +/- – rozdíl skóre, B – body, červené podbarvení – sestup, zelené podbarvení – postup, fialové podbarvení – reorganizace, změna skupiny či soutěže
| Sovětský svaz (1959 – 1980) |                              |        |                                                             |                                                             |                                                             |                                                             |                                                             |                                                             |                                                             |                                                             |        |
| Sezóny                      | Liga                         | Úroveň | Z                                                           | V                                                           | R                                                           | P                                                           | VG                                                          | OG                                                          | +/-                                                         | B                                                           | Pozice |
| 1959                        | Klass B - 2 zona             | 2      | 28                                                          | 13                                                          | 8                                                           | 7                                                           | 49                                                          | 37                                                          | +12                                                         | 34                                                          | 5.     |
| 1960                        | Klass B - USSR, 1 zona       | 2      | 32                                                          | 17                                                          | 9                                                           | 6                                                           | 59                                                          | 29                                                          | +30                                                         | 43                                                          | 3.     |
| 1961                        | Klass B - USSR, 1 zona       | 2      | 34                                                          | 10                                                          | 9                                                           | 15                                                          | 49                                                          | 45                                                          | +4                                                          | 29                                                          | 15.    |
| 1962                        | Klass B - USSR, 1 zona       | 2      | 24                                                          | 5                                                           | 13                                                          | 6                                                           | 18                                                          | 19                                                          | -1                                                          | 23                                                          | 7.     |
| 1962                        | USSR, turnij za 18-28 mesta  | 2      | 10                                                          | 4                                                           | 2                                                           | 4                                                           | 16                                                          | 11                                                          | +5                                                          | 10                                                          | 22.    |
| 1963                        | Klass B - USSR, 1 zona       | 3      | 38                                                          | 13                                                          | 10                                                          | 15                                                          | 38                                                          | 39                                                          | -1                                                          | 36                                                          | 10.    |
| 1964                        | Klass B - USSR, 1 zona       | 3      | 30                                                          | 14                                                          | 8                                                           | 8                                                           | 38                                                          | 26                                                          | +12                                                         | 36                                                          | 5.     |
| 1964                        | USSR, turnij za 7-12 mesta   | 3      | 10                                                          | 3                                                           | 2                                                           | 5                                                           | 13                                                          | 13                                                          | 0                                                           | 8                                                           | 10.    |
| …                           |                              |        |                                                             |                                                             |                                                             |                                                             |                                                             |                                                             |                                                             |                                                             |        |
| 1972                        | KFK – Čempionat USSR, 3 zona | 3      | …                                                           | …                                                           | …                                                           | …                                                           | …                                                           | …                                                           | …                                                           | …                                                           | 7.     |
| 1973                        | KFK – Čempionat USSR, 3 zona | 3      | …                                                           | …                                                           | …                                                           | …                                                           | …                                                           | …                                                           | …                                                           | …                                                           | 4.     |
| 1974                        | KFK – Čempionat USSR, 3 zona | 3      | …                                                           | …                                                           | …                                                           | …                                                           | …                                                           | …                                                           | …                                                           | …                                                           | 6.     |
| 1975                        | KFK – Čempionat USSR, 2 zona | 3      | …                                                           | …                                                           | …                                                           | …                                                           | …                                                           | …                                                           | …                                                           | …                                                           | 8.     |
| 1976                        | KFK – Čempionat USSR, 2 zona | 3      | …                                                           | …                                                           | …                                                           | …                                                           | …                                                           | …                                                           | …                                                           | …                                                           | 5.     |
| 1977                        | KFK – Čempionat USSR, 2 zona | 3      | …                                                           | …                                                           | …                                                           | …                                                           | …                                                           | …                                                           | …                                                           | …                                                           | 8.     |
| 1979                        | KFK – Čempionat USSR, 4 zona | 3      | …                                                           | …                                                           | …                                                           | …                                                           | …                                                           | …                                                           | …                                                           | …                                                           | 5.     |
| 1980                        | KFK – Čempionat USSR, 4 zona | 3      | …                                                           | …                                                           | …                                                           | …                                                           | …                                                           | …                                                           | …                                                           | …                                                           | 8.     |
| Ukrajina (2001 – )          |                              |        |                                                             |                                                             |                                                             |                                                             |                                                             |                                                             |                                                             |                                                             |        |
| Sezóny                      | Liga                         | Úroveň | Z                                                           | V                                                           | R                                                           | P                                                           | VG                                                          | OG                                                          | +/-                                                         | B                                                           | Pozice |
| 2001/02                     | Vyšča liha                   | 1      | 26                                                          | 6                                                           | 5                                                           | 15                                                          | 18                                                          | 28                                                          | -10                                                         | 23                                                          | 12.    |
| 2002/03                     | Vyšča liha                   | 1      | 30                                                          | 16                                                          | 8                                                           | 6                                                           | 49                                                          | 24                                                          | +25                                                         | 56                                                          | 5.     |
| 2003/04                     | Vyšča liha                   | 1      | 30                                                          | 10                                                          | 7                                                           | 13                                                          | 38                                                          | 44                                                          | -6                                                          | 37                                                          | 9.     |
| 2004/05                     | Vyšča liha                   | 1      | 30                                                          | 9                                                           | 10                                                          | 11                                                          | 30                                                          | 33                                                          | -3                                                          | 37                                                          | 9.     |
| 2005/06                     | Vyšča liha                   | 1      | 30                                                          | 9                                                           | 8                                                           | 13                                                          | 31                                                          | 39                                                          | -8                                                          | 35                                                          | 12.    |
| 2006/07                     | Vyšča liha                   | 1      | 30                                                          | 7                                                           | 9                                                           | 14                                                          | 28                                                          | 44                                                          | -16                                                         | 30                                                          | 14.    |
| 2007/08                     | Vyšča liha                   | 1      | 30                                                          | 11                                                          | 9                                                           | 10                                                          | 42                                                          | 36                                                          | +6                                                          | 42                                                          | 6.     |
| 2008/09                     | Premjer-liha                 | 1      | 30                                                          | 8                                                           | 8                                                           | 14                                                          | 26                                                          | 33                                                          | -7                                                          | 32                                                          | 11.    |
| 2009/10                     | Premjer-liha                 | 1      | 30                                                          | 11                                                          | 9                                                           | 10                                                          | 44                                                          | 41                                                          | +3                                                          | 42                                                          | 7.     |
| 2010/11                     | Premjer-liha                 | 1      | 30                                                          | 10                                                          | 7                                                           | 13                                                          | 36                                                          | 38                                                          | -2                                                          | 37                                                          | 9.     |
| 2011/12                     | Premjer-liha                 | 1      | 30                                                          | 14                                                          | 9                                                           | 7                                                           | 44                                                          | 27                                                          | +17                                                         | 51                                                          | 5.     |
| 2012/13                     | Premjer-liha                 | 1      | 30                                                          | 10                                                          | 9                                                           | 11                                                          | 34                                                          | 41                                                          | -7                                                          | 39                                                          | 8.     |
| 2013/14                     | Premjer-liha                 | 1      | Klub se odhlásil v průběhu sezóny, výsledky byly anulovány. | Klub se odhlásil v průběhu sezóny, výsledky byly anulovány. | Klub se odhlásil v průběhu sezóny, výsledky byly anulovány. | Klub se odhlásil v průběhu sezóny, výsledky byly anulovány. | Klub se odhlásil v průběhu sezóny, výsledky byly anulovány. | Klub se odhlásil v průběhu sezóny, výsledky byly anulovány. | Klub se odhlásil v průběhu sezóny, výsledky byly anulovány. | Klub se odhlásil v průběhu sezóny, výsledky byly anulovány. | 16.    |
| 2014                        | Čempionat Kyjevské oblasti   | 5      | 13                                                          | 8                                                           | 1                                                           | 4                                                           | 25                                                          | 22                                                          | +3                                                          | 25                                                          | 10.    |
| 2015/16                     | Druha liha                   | 3      | 26                                                          | 13                                                          | 4                                                           | 9                                                           | 37                                                          | 30                                                          | +7                                                          | 43                                                          | 6.     |
| 2016/17                     | Perša liha                   | 2      | 34                                                          | 12                                                          | 9                                                           | 13                                                          | 38                                                          | 39                                                          | -1                                                          | 45                                                          | 10.    |
| 2017/18                     | Perša liha                   | 2      | 34                                                          | 23                                                          | 6                                                           | 5                                                           | 59                                                          | 23                                                          | +36                                                         | 75                                                          | 1.     |
| 2018/19                     | Premjer-liha                 | 2      | 32                                                          | 7                                                           | 5                                                           | 20                                                          | 26                                                          | 56                                                          | -30                                                         | 26                                                          | 12.    |
| 2019/20                     | Perša liha                   | 2      |                                                             |                                                             |                                                             |                                                             |                                                             |                                                             |                                                             | '                                                           | .      |

## Účast v evropských pohárech
| Ročník  | Soutěž             | Kolo        | Klub                      | Doma | Venku | Celkem |
| ------- | ------------------ | ----------- | ------------------------- | ---- | ----- | ------ |
| 2001/02 | Pohár UEFA         | Předkolo    | FC Jokerit                | 2:0  | 2:0   | 4:0    |
| 2001/02 | Pohár UEFA         | 1. kolo     | FK Crvena zvezda Bělehrad | 3:2  | 0:0   | 3:2    |
| 2001/02 | Pohár UEFA         | 2. kolo     | Club Brugge KV            | 0:2  | 0:5   | 0:5    |
| 2012/13 | Evropská liga UEFA | 3. předkolo | ND Mura 05                | 0:3  | 2:0   | 2:3    |

## Arsenal-2 Kyjev
Arsenal-2 Kyjev byl rezervní tým kyjevského Arsenalu. Největšího úspěchu dosáhl v sezóně 2003/04, kdy se v Druha liha (3. nejvyšší soutěž) umístil na 16. místě. Rezervní tým zaniká v roce 2004.

### Umístění v jednotlivých sezonách
Zdroj: 
Legenda: Z – zápasy, V – výhry, R – remízy, P – porážky, VG – vstřelené góly, OG – obdržené góly, +/- – rozdíl skóre, B – body, červené podbarvení – sestup, zelené podbarvení – postup, fialové podbarvení – reorganizace, změna skupiny či soutěže
| Ukrajina (2003 – 2004) |                    |        |    |   |   |    |    |    |     |    |        |
| Sezóny                 | Liga               | Úroveň | Z  | V | R | P  | VG | OG | +/- | B  | Pozice |
| 2003/04                | Druha liha – sk. C | 3      | 30 | 4 | 4 | 22 | 24 | 46 | -22 | 16 | 16.    |